# U Zlatého lva
U Zlatého lva je nejstarší dodnes fungující restaurace v Ostravě. Nachází se v městském obvodu Pustkovec poblíže areálu VŠB – Technické univerzity Ostrava.

## Historie
Restaurace „U Zlatého Lva“ je nejstarší dodnes fungující restaurace v Ostravě. Byla postavena 12. listopadu 1769 a původně sloužila jako zájezdní hostinec u „solné stezky“ z polské Wieliczky do Vídně. Formané a jejich koně zde měli možnost ubytování, ustájení a občerstvení. Prvním majitelem byl Mathes Pleva. Později, 21. února 1881, získal v dražbě restauraci Johann Kříbek, jehož potomci provozovali/provozují restauraci doposud.
Český grafik a malíř Valentin Držkovic měl v prostorách hostince svůj ateliér v letech 1921–1936, což také připomíná pamětní deska umístěna na hostinci.

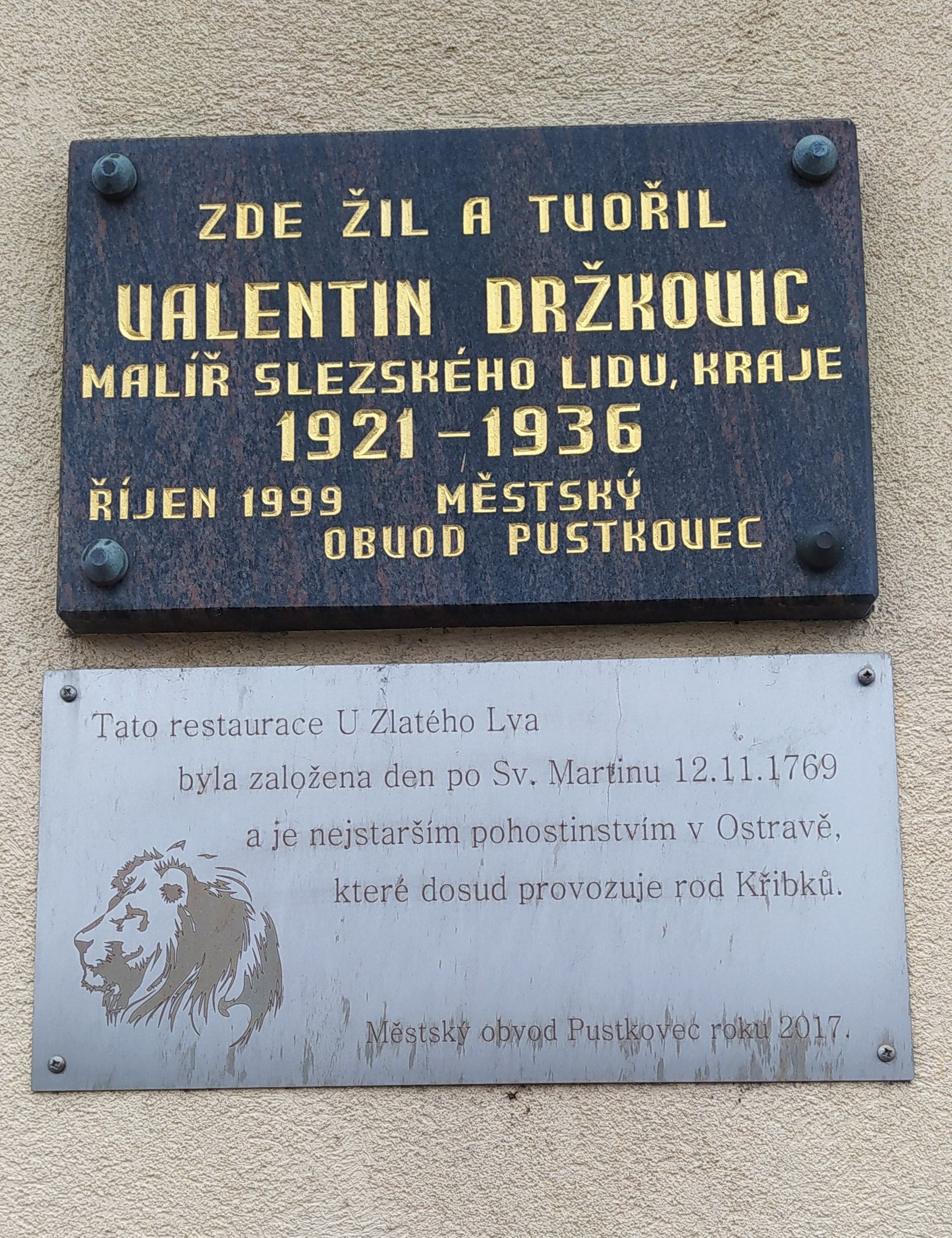
Pamětní desky na restauraci U Zlatého lva

Český básník Petr Bezruč občas navštěvoval hostinec U Zlatého lva a napsal o něm báseň:
| „             | Před tebum Svinov, Polom vzad, nalevo v Pustkovec vyhybka: na hučnici krčma jak hrad putniče, tam staviš rad na Kališek do pana Křibka. | “ |
| — Petr Bezruč | |   |

## Další informace
Restaurace má kapacitu 100 míst a disponuje také letní venkovní terasou s grilováním a vlastním parkovištěm.